# Comuna de Tuszyn
Tuszyn (polaco: Gmina Tuszyn) é uma gminy (comuna) na Polónia, na voivodia de Lodz e no condado de Łódzki wschodni. A sede do condado é a cidade de Tuszyn.
De acordo com os censos de 2004, a comuna tem 11 655 habitantes, com uma densidade 90,4 hab/km².

## Área
Estende-se por uma área de 128,87 km², incluindo:
- área agricola: 61%
- área florestal: 22%

## Demografia
Dados de 30 de Junho 2004:
|                      | Total   | Total | Mulheres | Mulheres | Homens  | Homens |
| -------------------- | ------- | ----- | -------- | -------- | ------- | ------ |
|                      | pessoas | %     | pessoas  | %        | pessoas | %      |
| População            | 11 655  | 100   | 6023     | 51,7     | 5632    | 48,3   |
| Densidade (pop./km²) | 90,4    | 100   | 46,7     | 46,7     | 43,7    | 43,7   |

De acordo com dados de 2002, o rendimento médio per capita ascendia a 2313,51 zł.

## Subdivisões
- Bądzyń, Dylew, Garbów, Głuchów, Górki Duże, Górki Małe, Jutroszew, Kruszów, Mąkoszyn, Modlica, Rydzynki, Syski, Szczukwin, Tuszynek Majoracki, Wodzin Majoracki, Wodzin Prywatny, Wodzinek, Wola Kazubowa, Zofiówka, Żeromin.

## Comunas vizinhas
- Brójce, Czarnocin, Dłutów, Grabica, Moszczenica, Pabianice, Rzgów